# Olimpiai érmesek listája atlétikában (nők)
Ez a lap a női olimpiai érmesek listája atlétikában 1928-tól 2020-ig.

## Aktuális versenyszámok

### Futó- és gyaloglószámok

#### 400 méter
| Olimpia                        | Arany                                            | Ezüst                                           | Bronz                                       |
| 1964, Tokió                    | Betty Cuthbert · Ausztrália (AUS)                | Ann Packer · Nagy-Britannia (GBR)               | Judy Amoore · Ausztrália (AUS)              |
| 1968, Mexikóváros              | Colette Besson · Franciaország (FRA)             | Lillian Board · Nagy-Britannia (GBR)            | Natalja Pecsonkina · Szovjetunió (URS)      |
| 1972, München                  | Monika Zehrt · NDK (GDR)                         | Rita Jahn-Wilden · NSZK (FRG)                   | Kathy Hammond · Egyesült Államok (USA)      |
| 1976, Montréal                 | Irena Szewińska · Lengyelország (POL)            | Christina Brehmer · NDK (GDR)                   | Ellen Strophal-Streidt · NDK (GDR)          |
| 1980, Moszkva                  | Marita Koch · NDK (GDR)                          | Jarmila Kratochvílová · Csehszlovákia (TCH)     | Christina Brehmer-Lathan · NDK (GDR)        |
| 1984, Los Angeles              | Valerie Brisco-Hooks · Egyesült Államok (USA)    | Chandra Cheeseborough · Egyesült Államok (USA)  | Kathy Smallwood-Cook · Nagy-Britannia (GBR) |
| 1988, Szöul                    | Olha Brizhina · Szovjetunió (URS)                | Petra Müller · NDK (GDR)                        | Olga Nazarova · Szovjetunió (URS)           |
| 1992, Barcelona                | Marie-José Pérec · Franciaország (FRA)           | Olha Brizhina · Egyesített Csapat (EUN)         | Ximena Restrepo · Kolumbia (COL)            |
| 1996, Atlanta                  | Marie-José Pérec · Franciaország (FRA)           | Cathy Freeman · Ausztrália (AUS)                | Falilat Ogunkoya · Nigéria (NGR)            |
| 2000, Sydney                   | Cathy Freeman · Ausztrália (AUS)                 | Lorraine Graham · Jamaica (JAM)                 | Katharine Merry · Nagy-Britannia (GBR)      |
| 2004, Athén                    | Tonique Williams-Darling · Bahama-szigetek (BAH) | Ana Guevara · Mexikó (MEX)                      | Natalja Antyuh · Oroszország (RUS)          |
| 2008, Peking részletek         | Christine Ohuruogu · Nagy-Britannia (GBR)        | Shericka Williams · Jamaica (JAM)               | Sanya Richards · Egyesült Államok (USA)     |
| 2012, London részletek         | Sanya Richards-Ross · Egyesült Államok (USA)     | Christine Ohuruogu · Nagy-Britannia (GBR)       | DeeDee Trotter · Egyesült Államok (USA)     |
| 2016, Rio de Janeiro részletek | Shaunae Miller · Bahama-szigetek (BAH)           | Allyson Felix · Egyesült Államok (USA)          | Shericka Jackson · Jamaica (JAM)            |
| 2020, Tokió részletek          | Shaunae Miller · Bahama-szigetek (BAH)           | Marileidy Paulino · Dominikai Köztársaság (DOM) | Allyson Felix · Egyesült Államok (USA)      |

#### 800 méter
| Olimpia                        | Arany                                          | Ezüst                                         | Bronz                                       |
| 1928, Amszterdam               | Lina Radke · Németország (GER)                 | Hitomi Kinue · Japán (JPN)                    | Inga Gentzel · Svédország (SWE)             |
| 1932–1956                      | Nem szerepelt az olimpiai programban           | Nem szerepelt az olimpiai programban          | Nem szerepelt az olimpiai programban        |
| 1960, Róma                     | Ljudmilla Sevcova-Liszenko · Szovjetunió (URS) | Brenda Jones · Ausztrália (AUS)               | Ursula Donath · Egyesült Német Csapat (EUA) |
| 1964, Tokió                    | Ann Packer · Nagy-Britannia (GBR)              | Maryvonne Dupureur · Franciaország (FRA)      | Marise Chamberlain · Új-Zéland (NZL)        |
| 1968, Mexikóváros              | Madeline Manning · Egyesült Államok (USA)      | Silai Ilona · Románia (ROU)                   | Maria Gommers · Hollandia (NED)             |
| 1972, München                  | Hildegard Falck · NSZK (FRG)                   | Nijolė Sabaitė · Szovjetunió (URS)            | Gunhild Hoffmeister · NDK (GDR)             |
| 1976, Montréal                 | Tatyjana Kazankina · Szovjetunió (URS)         | Nikolina Stereva · Bulgária (BUL)             | Elfi Zinn · NDK (GDR)                       |
| 1980, Moszkva                  | Nagyija Olizarenko · Szovjetunió (URS)         | Olga Minyjejeva · Szovjetunió (URS)           | Tatyjana Providohina · Szovjetunió (URS)    |
| 1984, Los Angeles              | Doina Melinte · Románia (ROU)                  | Kim Gallagher · Egyesült Államok (USA)        | Fiţa Lovin · Románia (ROU)                  |
| 1988, Szöul                    | Sigrun Wodars · NDK (GDR)                      | Christine Wachtel · NDK (GDR)                 | Kim Gallagher · Egyesült Államok (USA)      |
| 1992, Barcelona                | Ellen van Langen · Hollandia (NED)             | Lilija Nurutgyinova · Egyesített Csapat (EUN) | Ana Fidelia Quirot · Kuba (CUB)             |
| 1996, Atlanta                  | Szvetlana Masztyerkova · Oroszország (RUS)     | Ana Fidelia Quirot · Kuba (CUB)               | Maria Mutola · Mozambik (MOZ)               |
| 2000, Sydney                   | Maria Mutola · Mozambik (MOZ)                  | Stephanie Graf · Ausztria (AUT)               | Kelly Holmes · Nagy-Britannia (GBR)         |
| 2004, Athén                    | Kelly Holmes · Nagy-Britannia (GBR)            | Haszna Benhasszi · Marokkó (MAR)              | Jolanda Čeplak · Szlovénia (SLO)            |
| 2008, Peking részletek         | Pamela Jelimo · Kenya (KEN)                    | Janeth Jepkosgei · Kenya (KEN)                | Haszna Benhasszi · Marokkó (MAR)            |
| 2012, London részletek         | Caster Semenya · Dél-afrikai Köztársaság (RSA) | Jekatyerina Poisztogova · Oroszország (RUS)   | Pamela Jelimo · Kenya (KEN)                 |
| 2016, Rio de Janeiro részletek | Caster Semenya · Dél-afrikai Köztársaság (RSA) | Francine Niyonsaba · Burundi (BDI)            | Margaret Wambui · Kenya (KEN)               |
| 2020, Tokió részletek          | Athing Mu · Egyesült Államok (USA)             | Keely Hodgkinson · Nagy-Britannia (GBR)       | Raevyn Rogers · Egyesült Államok (USA)      |

#### 1500 méter
| Olimpia                        | Arany                                      | Ezüst                                        | Bronz                                     |
| 1972, München                  | Ljudmila Bragina · Szovjetunió (URS)       | Gunhild Hoffmeister · NDK (GDR)              | Paola Pigni · Olaszország (ITA)           |
| 1976, Montréal                 | Tatyjana Kazankina · Szovjetunió (URS)     | Gunhild Hoffmeister · NDK (GDR)              | Ulrike Klapezynski-Bruns · NDK (GDR)      |
| 1980, Moszkva                  | Tatyjana Kazankina · Szovjetunió (URS)     | Christiane Stoll-Wartenberg · NDK (GDR)      | Nagyija Olizarenko · Szovjetunió (URS)    |
| 1984, Los Angeles              | Gabriella Dorio · Olaszország (ITA)        | Doina Melinte · Románia (ROU)                | Maricica Puică · Románia (ROU)            |
| 1988, Szöul                    | Paula Ivan · Románia (ROU)                 | Laimutė Baikauskaitė · Szovjetunió (URS)     | Tetyana Szamolenko · Szovjetunió (URS)    |
| 1992, Barcelona                | Hassiba Boulmerka · Algéria (ALG)          | Ljudmila Rogacsova · Egyesített Csapat (EUN) | Csü Jün-hszia (Qu Yunxia) · Kína (CHN)    |
| 1996, Atlanta                  | Szvetlana Masztyerkova · Oroszország (RUS) | Szabó Gabriella · Románia (ROU)              | Theresia Kiesl · Ausztria (AUT)           |
| 2000, Sydney                   | Nouria Mérah-Benida · Algéria (ALG)        | Székely Violetta · Románia (ROU)             | Szabó Gabriella · Románia (ROU)           |
| 2004, Athén                    | Kelly Holmes · Nagy-Britannia (GBR)        | Tatyjana Tomasova · Oroszország (RUS)        | Maria Cioncan · Románia (ROU)             |
| 2008, Peking részletek         | Nancy Langat · Kenya (KEN)                 | Irina Liscsinszka · Ukrajna (UKR)            | Natalija Tobiasz · Ukrajna (UKR)          |
| 2012, London részletek         | Marjam Dzsamál · Bahrein (BRN)             | Tatyjana Tomasova · Oroszország (RUS)        | Abeba Aregawi · Etiópia (ETH)             |
| 2016, Rio de Janeiro részletek | Faith Kipyegon · Kenya (KEN)               | Genzebe Dibaba · Etiópia (ETH)               | Jennifer Simpson · Egyesült Államok (USA) |
| 2020, Tokió részletek          | Faith Kipyegon · Kenya (KEN)               | Laura Muir · Nagy-Britannia (GBR)            | Sifan Hassan · Hollandia (NED)            |

#### 5000 méter
| Olimpia                        | Arany                                      | Ezüst                                 | Bronz                              |
| 1996, Atlanta                  | Vang Csün-hszia (Wang Junxia) · Kína (CHN) | Pauline Konga · Kenya (KEN)           | Roberta Brunet · Olaszország (ITA) |
| 2000, Sydney                   | Szabó Gabriella · Románia (ROU)            | Sonia O’Sullivan · Írország (IRL)     | Gete Wami · Etiópia (ETH)          |
| 2004, Athén                    | Meseret Defar · Etiópia (ETH)              | Isabella Ochichi · Kenya (KEN)        | Tirunesh Dibaba · Etiópia (ETH)    |
| 2008, Peking részletek         | Tirunesh Dibaba · Etiópia (ETH)            | Elvan Abeylegesse · Törökország (TUR) | Meseret Defar · Etiópia (ETH)      |
| 2012, London részletek         | Meseret Defar · Etiópia (ETH)              | Vivian Cheruiyot · Kenya (KEN)        | Tirunesh Dibaba · Etiópia (ETH)    |
| 2016, Rio de Janeiro részletek | Vivian Cheruiyot · Kenya (KEN)             | Hellen Obiri · Kenya (KEN)            | Almaz Ayana · Etiópia (ETH)        |
| 2020, Tokió részletek          | Sifan Hassan · Hollandia (NED)             | Hellen Obiri · Kenya (KEN)            | Gudaf Tsegay · Etiópia (ETH)       |

#### 10 000 méter
| Olimpia                        | Arany                                   | Ezüst                                       | Bronz                                        |
| 1988, Szöul                    | Olga Bondarenko · Szovjetunió (URS)     | Elizabeth McColgan · Nagy-Britannia (GBR)   | Jelena Zsupijeva-Vjazova · Szovjetunió (URS) |
| 1992, Barcelona                | Derartu Tulu · Etiópia (ETH)            | Elana Meyer · Dél-afrikai Köztársaság (RSA) | Lynn Jennings · Egyesült Államok (USA)       |
| 1996, Atlanta                  | Fernanda Ribeiro · Portugália (POR)     | Vang Csün-hszia (Wang Junxia) · Kína (CHN)  | Gete Wami · Etiópia (ETH)                    |
| 2000, Sydney                   | Derartu Tulu · Etiópia (ETH)            | Gete Wami · Etiópia (ETH)                   | Fernanda Ribeiro · Portugália (POR)          |
| 2004, Athén                    | Hszing Huj-na (Xing Huina) · Kína (CHN) | Ejagayehu Dibaba · Etiópia (ETH)            | Derartu Tulu · Etiópia (ETH)                 |
| 2008, Peking részletek         | Tirunesh Dibaba · Etiópia (ETH)         | Elvan Abeylegesse · Törökország (TUR)       | Shalane Flanagan · Egyesült Államok (USA)    |
| 2012, London részletek         | Tirunesh Dibaba · Etiópia (ETH)         | Sally Kipyego · Kenya (KEN)                 | Vivian Cheruiyot · Kenya (KEN)               |
| 2016, Rio de Janeiro részletek | Almaz Ayana · Etiópia (ETH)             | Vivian Cheruiyot · Kenya (KEN)              | Tirunesh Dibaba · Etiópia (ETH)              |
| 2020, Tokió részletek          | Sifan Hassan · Hollandia (NED)          | Kalkidan Gezahegne · Bahrein (BRN)          | Letesenbet Gidey · Etiópia (ETH)             |

#### Maraton
| Olimpia                        | Arany                                         | Ezüst                                   | Bronz                                       |
| 1984, Los Angeles              | Joan Benoit · Egyesült Államok (USA)          | Grete Waitz · Norvégia (NOR)            | Rosa Mota · Portugália (POR)                |
| 1988, Szöul                    | Rosa Mota · Portugália (POR)                  | Lisa Martin · Ausztrália (AUS)          | Katrin Dörre · NDK (GDR)                    |
| 1992, Barcelona                | Valentyina Jegorova · Egyesített Csapat (EUN) | Arimori Júko · Japán (JPN)              | Lorraine Moller · Új-Zéland (NZL)           |
| 1996, Atlanta                  | Fatuma Roba · Etiópia (ETH)                   | Valentyina Jegorova · Oroszország (RUS) | Arimori Júko · Japán (JPN)                  |
| 2000, Sydney                   | Takahasi Naoko · Japán (JPN)                  | Lidia Şimon · Románia (ROU)             | Joyce Chepchumba · Kenya (KEN)              |
| 2004, Athén                    | Nogucsi Mizuki · Japán (JPN)                  | Catherine Ndereba · Kenya (KEN)         | Deena Kastor · Egyesült Államok (USA)       |
| 2008, Peking részletek         | Constantina Tomescu · Románia (ROU)           | Catherine Ndereba · Kenya (KEN)         | Csou Csun-hsziu (Zhou Chunxiu) · Kína (CHN) |
| 2012, London részletek         | Tiki Gelana · Etiópia (ETH)                   | Priscah Jeptoo · Kenya (KEN)            | Tatyjana Arhipova · Oroszország (RUS)       |
| 2016, Rio de Janeiro részletek | Jemima Sumgong · Kenya (KEN)                  | Eunice Kirwa · Bahrein (BRN)            | Mare Dibaba · Etiópia (ETH)                 |
| 2020, Tokió részletek          | Peres Jepchirchir · Kenya (KEN)               | Brigid Kosgei · Kenya (KEN)             | Molly Seidel · Egyesült Államok (USA)       |

#### 100 méter gát
| Olimpia                        | Arany                                            | Ezüst                                       | Bronz                                      |
| 1972, München                  | Annelie Ehrhardt · NDK (GDR)                     | Valeria Bufanu · Románia (ROU)              | Karin Balzer · NDK (GDR)                   |
| 1976, Montréal                 | Johanna Schaller-Klier · NDK (GDR)               | Tatyjana Anyiszimova · Szovjetunió (URS)    | Natalja Lebegyeva · Szovjetunió (URS)      |
| 1980, Moszkva                  | Vera Komiszova · Szovjetunió (URS)               | Johanna Schaller-Klier · NDK (GDR)          | Lucyna Langer · Lengyelország (POL)        |
| 1984, Los Angeles              | Benita Fitzgerald-Brown · Egyesült Államok (USA) | Shirley Strong · Nagy-Britannia (GBR)       | Kim Turner · Egyesült Államok (USA)        |
| 1984, Los Angeles              | Benita Fitzgerald-Brown · Egyesült Államok (USA) | Shirley Strong · Nagy-Britannia (GBR)       | Michèle Chardonnet · Franciaország (FRA)   |
| 1988, Szöul                    | Jordanka Donkova · Bulgária (BUL)                | Gloria Siebert · NDK (GDR)                  | Claudia Zackiewicz · NSZK (FRG)            |
| 1992, Barcelona                | Paraszkeví Patulídu · Görögország (GRE)          | LaVonna Martin · Egyesült Államok (USA)     | Jordanka Donkova · Bulgária (BUL)          |
| 1996, Atlanta                  | Ludmila Engquist · Svédország (SWE)              | Brigita Bukovec · Szlovénia (SLO)           | Patricia Girard-Léno · Franciaország (FRA) |
| 2000, Sydney                   | Olga Sisigina · Kazahsztán (KAZ)                 | Glory Alozie · Nigéria (NGR)                | Melissa Morrison · Egyesült Államok (USA)  |
| 2004, Athén                    | Joanna Hayes · Egyesült Államok (USA)            | Olena Ovcsarova-Kraszovszka · Ukrajna (UKR) | Melissa Morrison · Egyesült Államok (USA)  |
| 2008, Peking részletek         | Dawn Harper · Egyesült Államok (USA)             | Sally McLellan · Ausztrália (AUS)           | Priscilla Lopes-Schliep · Kanada (CAN)     |
| 2012, London részletek         | Sally Pearson · Ausztrália (AUS)                 | Dawn Harper · Egyesült Államok (USA)        | Kellie Wells · Egyesült Államok (USA)      |
| 2016, Rio de Janeiro részletek | Brianna Rollins · Egyesült Államok (USA)         | Nia Ali · Egyesült Államok (USA)            | Kristi Castlin · Egyesült Államok (USA)    |
| 2020, Tokió részletek          | Jasmine Camacho-Quinn · Puerto Rico (PUR)        | Kendra Harrison · Egyesült Államok (USA)    | Megan Tapper · Jamaica (JAM)               |

#### 400 méter gát
| Olimpia                        | Arany                                      | Ezüst                                          | Bronz                                        |
| 1984, Los Angeles              | Nawal El-Moutawakel · Marokkó (MAR)        | Judi Brown · Egyesült Államok (USA)            | Cristeana Cojocaru · Románia (ROU)           |
| 1988, Szöul                    | Debbie Flintoff-King · Ausztrália (AUS)    | Taccjana Ljadovszkaja · Szovjetunió (URS)      | Ellen Fiedler · NDK (GDR)                    |
| 1992, Barcelona                | Sally Gunnell · Nagy-Britannia (GBR)       | Sandra Farmer-Patrick · Egyesült Államok (USA) | Janeene Vickers · Egyesült Államok (USA)     |
| 1996, Atlanta                  | Deon Hemmings · Jamaica (JAM)              | Kim Batten · Egyesült Államok (USA)            | Tonja Buford-Bailey · Egyesült Államok (USA) |
| 2000, Sydney                   | Irina Privalova · Oroszország (RUS)        | Deon Hemmings · Jamaica (JAM)                  | Nezha Bidouane · Marokkó (MAR)               |
| 2004, Athén                    | Faní Halkiá · Görögország (GRE)            | Ionela Târlea-Manolache · Románia (ROU)        | Tetyana Terescsuk-Antipova · Ukrajna (UKR)   |
| 2008, Peking részletek         | Melaine Walker · Jamaica (JAM)             | Sheena Tosta · Egyesült Államok (USA)          | Tasha Danvers · Nagy-Britannia (GBR)         |
| 2012, London részletek         | Natalja Antyuh · Oroszország (RUS)         | Lashinda Demus · Egyesült Államok (USA)        | Zuzana Hejnová · Csehország (CZE)            |
| 2016, Rio de Janeiro részletek | Dalilah Muhammad · Egyesült Államok (USA)  | Sara Slott Petersen · Dánia (DEN)              | Ashley Spencer · Egyesült Államok (USA)      |
| 2020, Rio de Janeiro részletek | Sydney McLaughlin · Egyesült Államok (USA) | Dalilah Muhammad · Egyesült Államok (USA)      | Femke Bol · Hollandia (NED)                  |

#### 3000 méter akadály
| Olimpia                        | Arany                                         | Ezüst                                      | Bronz                                 |
| 2008, Peking részletek         | Gulnara Szamitova-Galkina · Oroszország (RUS) | Eunice Jepkorir · Kenya (KEN)              | Tatyjana Arhipova · Oroszország (RUS) |
| 2012, London részletek         | Habíba Gríbi · Tunézia (TUN)                  | Sofia Assefa · Etiópia (ETH)               | Milcah Chemos Cheywa · Kenya (KEN)    |
| 2016, Rio de Janeiro részletek | Ruth Jebet · Bahrein (BRN)                    | Hyvin Kiyeng Jepkemoi · Kenya (KEN)        | Emma Coburn · Egyesült Államok (USA)  |
| 2020, Tokió részletek          | Peruth Chemutai · Uganda (UGA)                | Courtney Frerichs · Egyesült Államok (USA) | Hyvin Kiyeng · Kenya (KEN)            |

#### 4 × 100 méter váltó
| Olimpia                        | Arany | Ezüst | Bronz |
| 1928, Amszterdam               | Kanada (CAN) · Fanny Rosenfeld · Ethel Smith · Jane Bell · Myrtle Cook                                                      | Egyesült Államok (USA) · Mary Washburn · Jessie Cross · Loretta McNeil · Betty Robinson                                                             | Németország (GER) · Rosa Kellner · Helene Schmidt · Anni Holdmann · Helene Junker                                     |
| 1932, Los Angeles              | Egyesült Államok (USA) · Mary Carew · Evelyn Furtsch · Annette Rogers · Wilhelmina von Bremen                               | Kanada (CAN) · Mildred Fizzell · Lilian Palmer · Mary Frizzel · Hilda Strike                                                                        | Nagy-Britannia (GBR) · Eileen Hiscock · Gwendoline Porter · Violet Webb · Nellie Halstead                             |
| 1936, Berlin                   | Egyesült Államok (USA) · Harriet Bland · Annette Rogers · Betty Robinson · Helen Stephens                                   | Nagy-Britannia (GBR) · Eileen Hiscock · Violet Olney · Audrey Brown · Barbara Burke                                                                 | Kanada (CAN) · Dorothy Brookshaw · Mildred Dolson · Hilda Cameron · Aileen Meagher                                    |
| 1948, London                   | Hollandia (NED) · Xenia Stad-de Jong · Netty Witziers-Timmer · Gerda van der Kade-Koudijs · Fanny Blankers-Koen             | Ausztrália (AUS) · Shirley Strickland · June Maston · Elizabeth McKinnon · Joyce King                                                               | Kanada (CAN) · Viola Myers · Nancy MacKay · Diane Foster · Patricia Jones                                             |
| 1952, Helsinki                 | Egyesült Államok (USA) · Mae Faggs · Barbara Jones · Janet Moreau · Catherine Hardy                                         | Németország (GER) · Ursula Knab · Maria Sander · Helga Klein · Marga Petersen                                                                       | Nagy-Britannia (GBR) · Sylvia Cheeseman · June Foulds · Jean Desforges · Heather Armitage                             |
| 1956, Melbourne                | Ausztrália (AUS) · Shirley Strickland · Norma Croker · Fleur Mellor · Betty Cuthbert                                        | Nagy-Britannia (GBR) · Anne Pashley · Jean Scrivens · June Foulds · Heather Armitage                                                                | Egyesült Államok (USA) · Mae Faggs · Margaret Matthews · Wilma Rudolph · Isabelle Daniels                             |
| 1960, Róma                     | Egyesült Államok (USA) · Martha Hudson · Lucinda Williams · Barbara Jones · Wilma Rudolph                                   | Egyesült Német Csapat (EUA) · Martha Langbein · Annie Biechl · Brunhilde Hendrix · Jutta Heine                                                      | Lengyelország (POL) · Teresa Wieczorek · Barbara Janiszewska · Celina Jesionowska · Halina Richter                    |
| 1964, Tokió                    | Lengyelország (POL) · Teresa Ciepły · Irena Kirszenstein · Halina Richter · Ewa Kłobukowska                                 | Egyesült Államok (USA) · Willye White · Wyomia Tyus · Marilyn White · Edith McGuire                                                                 | Nagy-Britannia (GBR) · Janet Simpson · Mary Rand · Daphne Arden · Dorothy Hyman                                       |
| 1968, Mexikóváros              | Egyesült Államok (USA) · Barbara Ferrell · Margaret Bailes · Mildrette Netter · Wyomia Tyus                                 | Kuba (CUB) · Marlene Elejarde · Fulgencia Romay · Violeta Quesada · Miguelina Cobián                                                                | Szovjetunió (URS) · Ljudmila Zsarkova · Galina Buharina · Vera Popkova · Ljudmila Szamotyoszova                       |
| 1972, München                  | NSZK (FRG) · Christiane Krause · Ingrid Mickler-Becker · Annegret Richter · Heide Rosendahl                                 | NDK (GDR) · Evelin Kaufer · Christina Heinich · Bärbel Struppert · Renate Stecher                                                                   | Kuba (CUB) · Marlene Elejarde · Carmen Valdés · Fulgencia Romay · Silvia Chivás                                       |
| 1976, Montréal                 | NDK (GDR) · Marlies Göhr · Renate Stecher · Carla Bodendorf · Bärbel Eckert                                                 | NSZK (FRG) · Elvira Poßekel · Inge Helten · Annegret Richter · Annegret Kroniger                                                                    | Szovjetunió (URS) · Tatyjana Prorocsenko · Ljudmila Maszlakova · Nagyezsda Beszfamilnaja · Vera Anyiszimova           |
| 1980, Moszkva                  | NDK (GDR) · Romy Müller · Bärbel Eckert-Wöckel · Ingrid Auerswald · Marlies Göhr                                            | Szovjetunió (URS) · Vera Komiszova · Ljudmila Maszlakova · Vera Anyiszimova · Natalja Bocsina                                                       | Nagy-Britannia (GBR) · Heather Hunte · Kathy Smallwood-Cook · Beverley Goddard · Sonia Lannaman                       |
| 1984, Los Angeles              | Egyesült Államok (USA) · Alice Brown · Jeanette Bolden · Chandra Cheeseborough · Evelyn Ashford                             | Kanada (CAN) · Angela Bailey · Marita Payne · Angella Taylor-Issajenko · France Gareau                                                              | Nagy-Britannia (GBR) · Simone Jacobs · Kathy Smallwood-Cook · Beverley Callander · Heather Oakes                      |
| 1988, Szöul                    | Egyesült Államok (USA) · Alice Brown · Sheila Echols · Florence Griffith Joyner · Evelyn Ashford                            | NDK (GDR) · Silke Möller · Kerstin Behrendt · Ingrid Auerswald · Marlies Göhr                                                                       | Szovjetunió (URS) · Ljudmila Kondratyeva · Galina Malcsugina · Marina Zsirova · Natalja Pomoscsnyikova                |
| 1992, Barcelona                | Egyesült Államok (USA) · Evelyn Ashford · Esther Jones · Carlette Guidry-White · Gwen Torrence · Michelle Finn              | Egyesített Csapat (EUN) · Olga Bogoszlovszkaja · Galina Malcsugina · Marina Trangyenkova · Irina Privalova                                          | Nigéria (NGR) · Beatrice Utondu · Faith Idehen · Christy Opara-Thompson · Mary Onyali                                 |
| 1996, Atlanta                  | Egyesült Államok (USA) · Gail Devers · Inger Miller · Chryste Gaines · Gwen Torrence · Carlette Guidry-White                | Bahama-szigetek (BAH) · Eldece Clarke · Chandra Sturrup · Savatheda Fynes · Pauline Davis-Thompson · Debbie Ferguson                                | Jamaica (JAM) · Michelle Freeman · Juliet Cuthbert · Nikole Mitchell · Merlene Ottey · Gillian Russell · Andria Lloyd |
| 2000, Sydney                   | Bahama-szigetek (BAH) · Sevatheda Fynes · Chandra Sturrup · Pauline Davis-Thompson · Debbie Ferguson · Eldece Clarke-Lewis  | Jamaica (JAM) · Tanya Lawrence · Veronica Campbell · Beverly McDonald · Merlene Ottey · Merlene Frazer                                              | Egyesült Államok (USA) · Chryste Gaines · Torri Edwards · Nanceen Perry · Marion Jones · Passion Richardson           |
| 2004, Athén                    | Jamaica (JAM) · Tajna Lawrence · Sherone Simpson · Aleen Bailey · Veronica Campbell · Beverly McDonald                      | Oroszország (RUS) · Olga Fjodorova · Irina Habarova · Larisza Kruglova · Julija Tabakova                                                            | Franciaország (FRA) · Véronique Mang · Muriel Hurtis · Sylviane Félix · Christine Arron                               |
| 2008, Peking részletek         | Belgium (BEL) · Olivia Borlée · Hanna Mariën · Élodie Ouédraogo · Kim Gevaert                                               | Nigéria (NGR) · Franca Idoko · Gloria Kemasuode · Halimat Ismaila · Damola Osayomi · Agnes Osazuwa                                                  | Brazília (BRA) · Rosemar Coelho Neto · Lucimar de Moura · Thaissa Presti · Rosangela Santos                           |
| 2012, London részletek         | Egyesült Államok (USA) · Tianna Madison · Allyson Felix · Bianca Knight · Carmelita Jeter · Jeneba Tarmoh · Lauryn Williams | Jamaica (JAM) · Shelly-Ann Fraser-Pryce · Sherone Simpson · Veronica Campbell-Brown · Kerron Stewart · Samantha Henry-Robinson · Schillonie Calvert | Ukrajna (UKR) · Oleszja Povh · Hrisztina Sztuj · Marija Rjemjeny · Jelizaveta Brizhina                                |
| 2016, Rio de Janeiro részletek | Egyesült Államok (USA) · Tianna Bartoletta · Allyson Felix · English Gardner · Tori Bowie · Morolake Akinosun*              | Jamaica (JAM) · Christania Williams · Elaine Thompson · Veronica Campbell-Brown · Shelly-Ann Fraser-Pryce · Simone Facey* · Shashalee Forbes*       | Nagy-Britannia (GBR) · Asha Philip · Desirèe Henry · Dina Asher-Smith · Daryll Neita                                  |
| 2020, Tokió részletek          | Jamaica (JAM) · Briana Williams · Elaine Thompson-Herah · Shelly-Ann Fraser-Pryce · Shericka Jackson                        | Egyesült Államok (USA) · Javianne Oliver · Teahna Daniels · Jenna Prandini · Gabrielle Thomas                                                       | Nagy-Britannia (GBR) · Asha Philip · Imani Lansiquot · Dina Asher-Smith · Daryll Neita                                |

#### 4 × 400 méter váltó
| Olimpia                        | Arany | Ezüst | Bronz |
| 1972, München                  | NDK (GDR) · Dagmar Käsling · Rita Kühne · Helga Seidler · Monika Zehrt                                                                                          | Egyesült Államok (USA) · Mable Fergerson · Madeline Manning · Cheryl Toussaint · Kathy Hammond                                                       | NSZK (FRG) · Anette Rückes · Inge Bödding · Hildegard Falck · Rita Jahn-Wilden                                                         |
| 1976, Montréal                 | NDK (GDR) · Doris Maletzki · Brigitte Rohde · Ellen Strophal-Streidt · Christina Brehmer                                                                        | Egyesült Államok (USA) · Debra Sapenter · Sheila Ingram · Pamela Jiles · Rosalyn Bryant                                                              | Szovjetunió (URS) · Inta Kļimoviča · Ljudmila Akszjonova · Natalja Szokolova · Nagyezsda Iljina                                        |
| 1980, Moszkva                  | Szovjetunió (URS) · Tatyjana Prorocsenko · Tatyjana Gojscsik · Nyina Zjuskova · Irina Nazarova                                                                  | NDK (GDR) · Gabriele Löwe · Barbara Krug · Christina Brehmer-Lathan · Marita Koch                                                                    | Nagy-Britannia (GBR) · Linsey MacDonald · Michelle Probert · Joslyn Hoyte-Smith · Donna Murray-Hartley                                 |
| 1984, Los Angeles              | Egyesült Államok (USA) · Lillie Leatherwood · Denean Howard · Valerie Brisco-Hooks · Chandra Cheeseborough                                                      | Kanada (CAN) · Charmaine Crooks · Jillian Richardson · Molly Killingbeck · Marita Payne                                                              | NSZK (FRG) · Heike Schulte-Mattler · Ute Thimm · Heidi-Elke Gaugel · Gaby Bußmann                                                      |
| 1988, Szöul                    | Szovjetunió (URS) · Tatyjana Ledovszkaja · Olga Nazarova · Marija Pinyigina · Olha Brizhina                                                                     | Egyesült Államok (USA) · Denean Howard · Diane Dixon · Valerie Brisco-Hooks · Florence Griffith Joyner                                               | NDK (GDR) · Dagmar Neubauer · Kirsten Emmelmann · Sabine Busch · Petra Müller                                                          |
| 1992, Barcelona                | Egyesített Csapat (EUN) · Jelena Ruzina · Ljudmila Dzsigalova · Olga Nazarova · Olha Brizhina · Marina Smonyina · Lilija Nurotgyinova                           | Egyesült Államok (USA) · Natasha Kaiser-Brown · Gwen Torrence · Jearl Miles · Rochelle Stevens · Denean Howard-Hill · Dannette Young                 | Nagy-Britannia (GBR) · Phylis Smith · Sandra Douglas · Jennifer Stoute · Sally Gunnell                                                 |
| 1996, Atlanta                  | Egyesült Államok (USA) · Rochelle Stevens · Maicel Malone · Kim Graham · Jearl Miles-Clark · Linetta Wilson                                                     | Nigéria (NGR) · Bisi Afolabi · Fatima Yusuf · Charity Opara · Falilat Ogunkoya                                                                       | Németország (GER) · Uta Rohländer · Linda Kisabaka · Anja Rücker · Grit Breuer                                                         |
| 2000, Sydney                   | Egyesült Államok (USA) · Jearl Miles-Clark · Monique Hennagan · LaTasha Colander · Andrea Anderson                                                              | Jamaica (JAM) · Sandie Richards · Catherine Scott · Deon Hemmings · Lorraine Graham · Charmaine Howell · Michelle Burgher                            | Oroszország (RUS) · Julija Szotnyikova · Szvetlana Goncsarenko · Olga Kotljarova · Irina Privalova · Natalja Nazarova · Oleszja Zikina |
| 2004, Athén                    | Egyesült Államok (USA) · DeeDee Trotter · Monique Henderson · Sanya Richards · Monique Hennagan · Moushaumi Robinson                                            | Oroszország (RUS) · Natalja Antyuh · Tatyjana Firova · Natalja Ivanova · Oleszja Krasznomovec · Natalja Nazarova · Oleszja Zikina                    | Jamaica (JAM) · Novlene Williams · Michelle Burgher · Nadia Davy · Sandie Richards · Ronetta Smith                                     |
| 2008, Peking részletek         | Egyesült Államok (USA) · Mary Wineberg · Allyson Felix · Monique Henderson · Sanya Richards · Natasha Hastings                                                  | Jamaica (JAM) · Shericka Williams · Shereefa Lloyd · Rosemarie Whyte · Novlene Williams-Mills · Bobby-Gaye Wilkins                                   | Nagy-Britannia (GBR) · Christine Ohuruogu · Kelly Sotherton · Marilyn Okoro · Nicola Sanders                                           |
| 2012, London részletek         | Egyesült Államok (USA) · DeeDee Trotter · Allyson Felix · Francena McCorory · Sanya Richards-Ross · Keshia Baker · Diamond Dixon                                | Jamaica (JAM) · Christine Day · Rosemarie Whyte · Shericka Williams · Novlene Williams-Mills · Shereefa Lloyd                                        | Ukrajna (UKR) · Alina Lohvynenko · Olha Zemlyak · Hanna Yaroshchuk · Nataliya Pyhyda                                                   |
| 2016, Rio de Janeiro részletek | Egyesült Államok (USA) · Allyson Felix · Phyllis Francis · Natasha Hastings · Courtney Okolo · Taylor Ellis-Watson* · Francena McCorory*                        | Jamaica (JAM) · Stephenie Ann McPherson · Anneisha McLaughlin-Whilby · Shericka Jackson · Novlene Williams-Mills · Christine Day* · Chrisann Gordon* | Nagy-Britannia (GBR) · Eilidh Doyle · Anyika Onuora · Emily Diamond · Christine Ohuruogu · Kelly Massey*                               |
| 2020, Tokió részletek          | Egyesült Államok (USA) · Sydney McLaughlin · Allyson Felix · Dalilah Muhammad · Athing Mu · Kendall Ellis* · Lynna Irby* · Wadeline Jonathas* · Kaylin Whitney* | Lengyelország (POL) · Natalia Kaczmarek · Iga Baumgart-Witan · Małgorzata Hołub-Kowalik · Justyna Święty-Ersetic · Anna Kiełbasińska*                | Jamaica (JAM) · Roneisha McGregor · Janieve Russell · Shericka Jackson · Candice McLeod · Junelle Bromfield* · Stacey-Ann Williams*    |

#### 20 km gyaloglás
| Olimpia                        | Arany                                          | Ezüst                                   | Bronz                                 |
| 2000, Sydney                   | Vang Li-ping (Wang Liping) · Kína (CHN)        | Kjersti Tysse Plätzer · Norvégia (NOR)  | María Vasco · Spanyolország (ESP)     |
| 2004, Athén                    | Athanaszía Cumeléka · Görögország (GRE)        | Olimpiada Ivanova · Oroszország (RUS)   | Jane Saville · Ausztrália (AUS)       |
| 2008, Peking részletek         | Olga Kanyiszkina · Oroszország (RUS)           | Kjersti Tysse Plätzer · Norvégia (NOR)  | Elisa Rigaudo · Olaszország (ITA)     |
| 2012, London részletek         | Csiejang Si-csie (Qieyang Shijie) · Kína (CHN) | Liu Hung (Liu Hong) · Kína (CHN)        | Lü Hsziu-cse (Lü Xiuzhi) · Kína (CHN) |
| 2016, Rio de Janeiro részletek | Liu Hung (Liu Hong) · Kína (CHN)               | María Guadalupe González · Mexikó (MEX) | Lü Hsziu-cse (Lü Xiuzhi) · Kína (CHN) |
| 2020, Tokió részletek          | Antonella Palmisano · Olaszország (ITA)        | Sandra Arenas · Kolumbia (COL)          | Liu Hung (Liu Hong) · Kína (CHN)      |

### Ugró- és dobószámok

#### Magasugrás
| Olimpia                        | Arany                                                            | Ezüst                                          | Bronz                                      |
| 1928, Amszterdam               | Ethel Catherwood · Kanada (CAN)                                  | Lien Gisolf · Hollandia (NED)                  | Mildred Wiley · Egyesült Államok (USA)     |
| 1932, Los Angeles              | Jean Shiley · Egyesült Államok (USA)                             | Babe Didrikson · Egyesült Államok (USA)        | Eva Dawes · Kanada (CAN)                   |
| 1936, Berlin                   | Csák Ibolya · Magyarország (HUN)                                 | Dorothy Odam-Tyler · Nagy-Britannia (GBR)      | Elfriede Kaun · Németország (GER)          |
| 1948, London                   | Alice Coachman · Egyesült Államok (USA)                          | Dorothy Odam-Tyler · Nagy-Britannia (GBR)      | Micheline Ostermeyer · Franciaország (FRA) |
| 1952, Helsinki                 | Esther Brand · Dél-afrikai Unió (RSA)                            | Sheile Lerwill · Nagy-Britannia (GBR)          | Alekszandra Csugyina · Szovjetunió (URS)   |
| 1956, Melbourne                | Mildred McDaniel · Egyesült Államok (USA)                        | Thelma Hopkins · Nagy-Britannia (GBR)          | Nem adták ki                               |
| 1956, Melbourne                | Mildred McDaniel · Egyesült Államok (USA)                        | Marija Piszareva · Szovjetunió (URS)           | Nem adták ki                               |
| 1960, Róma                     | Balázs Jolán · Románia (ROU)                                     | Jarosława Jóźwiakowska · Lengyelország (POL)   | Nem adták ki                               |
| 1960, Róma                     | Balázs Jolán · Románia (ROU)                                     | Dorothy Shirley · Nagy-Britannia (GBR)         | Nem adták ki                               |
| 1964, Tokió                    | Balázs Jolán · Románia (ROU)                                     | Michele Brown · Ausztrália (AUS)               | Taiszija Csencsik · Szovjetunió (URS)      |
| 1968, Mexikóváros              | Miloslava Rezková · Csehszlovákia (TCH)                          | Antonyina Okorokova · Szovjetunió (URS)        | Valentina Kozir · Szovjetunió (URS)        |
| 1972, München                  | Ulrike Meyfarth · NSZK (FRG)                                     | Jordanka Blagoeva · Bulgária (BUL)             | Ilona Gusenbauer · Ausztria (AUT)          |
| 1976, Montréal                 | Rosemarie Ackermann · NDK (GDR)                                  | Sara Simeoni · Olaszország (ITA)               | Jordanka Blagoeva · Bulgária (BUL)         |
| 1980, Moszkva                  | Sara Simeoni · Olaszország (ITA)                                 | Urszula Kielan · Lengyelország (POL)           | Jutta Kirst · NDK (GDR)                    |
| 1984, Los Angeles              | Ulrike Meyfarth · NSZK (FRG)                                     | Sara Simeoni · Olaszország (ITA)               | Joni Huntley · Egyesült Államok (USA)      |
| 1988, Szöul                    | Louise Ritter · Egyesült Államok (USA)                           | Sztefka Kosztadinova · Bulgária (BUL)          | Tamara Bikova · Szovjetunió (URS)          |
| 1992, Barcelona                | Heike Henkel · Németország (GER)                                 | Alina Astafei · Románia (ROU)                  | Ioamnet Quintero · Kuba (CUB)              |
| 1996, Atlanta                  | Sztefka Kosztadinova · Bulgária (BUL)                            | Níki Bakojáni · Görögország (GRE)              | Inha Babakova · Ukrajna (UKR)              |
| 2000, Sydney                   | Jelena Jeleszina · Oroszország (RUS)                             | Hestrie Cloete · Dél-afrikai Köztársaság (RSA) | Kajsa Bergqvist · Svédország (SWE)         |
| 2000, Sydney                   | Jelena Jeleszina · Oroszország (RUS)                             | Hestrie Cloete · Dél-afrikai Köztársaság (RSA) | Oana Pantelimon · Románia (ROU)            |
| 2004, Athén                    | Jelena Szleszarenko · Oroszország (RUS)                          | Hestrie Cloete · Dél-afrikai Köztársaság (RSA) | Viktorija Sztyopina · Ukrajna (UKR)        |
| 2008, Peking részletek         | Tia Hellebaut · Belgium (BEL)                                    | Blanka Vlašić · Horvátország (CRO)             | Anna Csicserova · Oroszország (RUS)        |
| 2012, London részletek         | Anna Csicserova · Oroszország (RUS)                              | Brigetta Barrett · Egyesült Államok (USA)      | Ruth Beitia · Spanyolország (ESP)          |
| 2016, Rio de Janeiro részletek | Ruth Beitia · Spanyolország (ESP)                                | Mirela Demireva · Bulgária (BUL)               | Blanka Vlašić · Horvátország (CRO)         |
| 2020, Tokió részletek          | Marija Laszickene · Az Orosz Olimpiai Bizottság versenyzői (ROC) | Nicola McDermott · Ausztrália (AUS)            | Jaroszlava Mahucsih · Ukrajna (UKR)        |

#### Rúdugrás
| Olimpia                        | Arany                                   | Ezüst                                                                             | Bronz                                   |
| 2000, Sydney                   | Stacy Dragila · Egyesült Államok (USA)  | Tatjana Grigorieva · Ausztrália (AUS)                                             | Vala Flosadóttir · Izland (ISL)         |
| 2004, Athén                    | Jelena Iszinbajeva · Oroszország (RUS)  | Szvetlana Feofanova · Oroszország (RUS)                                           | Anna Rogowska · Lengyelország (POL)     |
| 2008, Peking részletek         | Jelena Iszinbajeva · Oroszország (RUS)  | Jennifer Stuczynski · Egyesült Államok (USA)                                      | Szvetlana Feofanova · Oroszország (RUS) |
| 2012, London részletek         | Jennifer Suhr · Egyesült Államok (USA)  | Yarisley Silva · Kuba (CUB)                                                       | Jelena Iszinbajeva · Oroszország (RUS)  |
| 2016, Rio de Janeiro részletek | Katerina Stefanidi · Görögország (GRE)  | Sandi Morris · Egyesült Államok (USA)                                             | Eliza McCartney · Új-Zéland (NZL)       |
| 2020, Tokió részletek          | Katie Nageotte · Egyesült Államok (USA) | Anzselika Alekszandrovna Szidorova · Az Orosz Olimpiai Bizottság versenyzői (ROC) | Holly Bradshaw · Nagy-Britannia (GBR)   |

#### Távolugrás
| Olimpia                        | Arany                                         | Ezüst                                         | Bronz                                            |
| 1948, London                   | Gyarmati Olga · Magyarország (HUN)            | Noemí Simonetto · Argentína (ARG)             | Ann-Britt Leyman · Svédország (SWE)              |
| 1952, Helsinki                 | Yvette Williams · Új-Zéland (NZL)             | Alekszandra Csugyina · Szovjetunió (URS)      | Shirley Cawley · Nagy-Britannia (GBR)            |
| 1956, Melbourne                | Elżbieta Krzesińska · Lengyelország (POL)     | Willye White · Egyesült Államok (USA)         | Nagyezsda Hnikina-Dvalisvili · Szovjetunió (URS) |
| 1960, Róma                     | Vera Krepkina · Szovjetunió (URS)             | Elżbieta Krzesińska · Lengyelország (POL)     | Hildrun Claus · Egyesült Német Csapat (EUA)      |
| 1964, Tokió                    | Mary Rand · Nagy-Britannia (GBR)              | Irena Kirszenstein · Lengyelország (POL)      | Tatyjana Scselkanova · Szovjetunió (URS)         |
| 1968, Mexikóváros              | Viorica Viscopoleanu · Románia (ROU)          | Sheila Parkin-Sherwood · Nagy-Britannia (GBR) | Tatyjana Taliseva · Szovjetunió (URS)            |
| 1972, München                  | Heide Rosendahl · NSZK (FRG)                  | Diana Jorgova · Bulgária (BUL)                | Eva Šuranová · Csehszlovákia (TCH)               |
| 1976, Montréal                 | Angela Voigt · NDK (GDR)                      | Kathy McMillan · Egyesült Államok (USA)       | Ligyija Alfejeva · Szovjetunió (URS)             |
| 1980, Moszkva                  | Tatyjana Kolpakova · Szovjetunió (URS)        | Brigitte Wujak · NDK (GDR)                    | Tatyjana Skacsko · Szovjetunió (URS)             |
| 1984, Los Angeles              | Anișoara Cușmir-Stanciu · Románia (ROU)       | Valy Ionescu · Románia (ROU)                  | Sue Hearnshaw · Nagy-Britannia (GBR)             |
| 1988, Szöul                    | Jackie Joyner-Kersee · Egyesült Államok (USA) | Heike Drechsler · NDK (GDR)                   | Galina Csistjakova · Szovjetunió (URS)           |
| 1992, Barcelona                | Heike Drechsler · Németország (GER)           | Inesza Kravec · Egyesített Csapat (EUN)       | Jackie Joyner-Kersee · Egyesült Államok (USA)    |
| 1996, Atlanta                  | Chioma Ajunwa · Nigéria (NGR)                 | Fiona May · Olaszország (ITA)                 | Jackie Joyner-Kersee · Egyesült Államok (USA)    |
| 2000, Sydney                   | Heike Drechsler · Németország (GER)           | Fiona May · Olaszország (ITA)                 | Tatyjana Kotova · Oroszország (RUS)              |
| 2004, Athén                    | Tatyjana Lebegyeva · Oroszország (RUS)        | Irina Szimagina · Oroszország (RUS)           | Tatyjana Kotova · Oroszország (RUS)              |
| 2008, Peking részletek         | Maurren Higa Maggi · Brazília (BRA)           | Tatyjana Lebegyeva · Oroszország (RUS)        | Blessing Okagbare · Nigéria (NGR)                |
| 2012, London részletek         | Brittney Reese · Egyesült Államok (USA)       | Jelena Szokolova · Oroszország (RUS)          | Janay Deloach · Egyesült Államok (USA)           |
| 2016, Rio de Janeiro részletek | Tianna Bartoletta · Egyesült Államok (USA)    | Britney Reese · Egyesült Államok (USA)        | Ivana Španović · Szerbia (SRB)                   |
| 2020, Tokió részletek          | Malaika Mihambo · Németország (GER)           | Britney Reese · Egyesült Államok (USA)        | Ese Brume · Nigéria (NGR)                        |

#### Hármasugrás
| Olimpia                        | Arany                                  | Ezüst                                  | Bronz                                  |
| 1996, Atlanta                  | Inesza Kravec · Ukrajna (UKR)          | Inna Laszovszkaja · Oroszország (RUS)  | Šárka Kašpárková · Csehország (CZE)    |
| 2000, Sydney                   | Tereza Marinova · Bulgária (BUL)       | Tatyjana Lebegyeva · Oroszország (RUS) | Olena Hovorova · Ukrajna (UKR)         |
| 2004, Athén                    | Françoise Mbango Etone · Kamerun (CMR) | Hriszopijí Devedzí · Görögország (GRE) | Tatyjana Lebegyeva · Oroszország (RUS) |
| 2008, Peking részletek         | Françoise Mbango Etone · Kamerun (CMR) | Tatyjana Lebegyeva · Oroszország (RUS) | Hriszopijí Devedzí · Görögország (GRE) |
| 2012, London részletek         | Olga Ripakova · Kazahsztán (KAZ)       | Caterina Ibargüen · Kolumbia (COL)     | Olha Szaladuha · Ukrajna (UKR)         |
| 2016, Rio de Janeiro részletek | Caterina Ibargüen · Kolumbia (COL)     | Yulimar Rojas · Venezuela (VEN)        | Olga Ripakova · Kazahsztán (KAZ)       |
| 2020, Tokió részletek          | Yulimar Rojas · Venezuela (VEN)        | Patrícia Mamona · Portugália (POR)     | Ana Peleteiro · Spanyolország (ESP)    |

#### Súlylökés
| Olimpia                        | Arany                                          | Ezüst                                                   | Bronz                                         |
| 1948, London                   | Micheline Ostermeyer · Franciaország (FRA)     | Amelia Piccinini · Olaszország (ITA)                    | Ina Schäffer · Ausztria (AUT)                 |
| 1952, Helsinki                 | Galina Zibina · Szovjetunió (URS)              | Marianne Werner · Németország (GER)                     | Klavgyija Tocsenova · Szovjetunió (URS)       |
| 1956, Melbourne                | Tamara Tiskevics · Szovjetunió (URS)           | Galina Zibina · Szovjetunió (URS)                       | Marianne Werner · Egyesült Német Csapat (EUA) |
| 1960, Róma                     | Tamara Pressz · Szovjetunió (URS)              | Johanna Lüttge · Egyesült Német Csapat (EUA)            | Earlene Brown · Egyesült Államok (USA)        |
| 1964, Tokió                    | Tamara Pressz · Szovjetunió (URS)              | Renate Garisch-Culmberger · Egyesült Német Csapat (EUA) | Galina Zibina · Szovjetunió (URS)             |
| 1968, Mexikóváros              | Margitta Helmbold-Gummel · NDK (GDR)           | Marita Lange · NDK (GDR)                                | Nagyezsda Csizsova · Szovjetunió (URS)        |
| 1972, München                  | Nagyezsda Csizsova · Szovjetunió (URS)         | Margitta Helmbold-Gummel · NDK (GDR)                    | Ivanka Hrisztova · Bulgária (BUL)             |
| 1976, Montréal                 | Ivanka Hrisztova · Bulgária (BUL)              | Nagyezsda Csizsova · Szovjetunió (URS)                  | Helena Fibingerová · Csehszlovákia (TCH)      |
| 1980, Moszkva                  | Ilona Slupianek · NDK (GDR)                    | Szvetlana Kracsevszkaja · Szovjetunió (URS)             | Margitta Droese-Pufe · NDK (GDR)              |
| 1984, Los Angeles              | Claudia Losch · NSZK (FRG)                     | Mihaela Loghin · Románia (ROU)                          | Gael Mulhall-Martin · Ausztrália (AUS)        |
| 1988, Szöul                    | Natalja Liszovszkaja · Szovjetunió (URS)       | Kathrin Neimke · NDK (GDR)                              | Li Mej-szu · Kína (CHN)                       |
| 1992, Barcelona                | Szvetlana Kriveljova · Egyesített Csapat (EUN) | Huang Csi-hung · Kína (CHN)                             | Kathrin Neimke · Németország (GER)            |
| 1996, Atlanta                  | Astrid Kumbernuss · Németország (GER)          | Szuj Hszin-mej · Kína (CHN)                             | Irina Hudoroskina · Oroszország (RUS)         |
| 2000, Sydney                   | Janyina Karolcsik · Fehéroroszország (BLR)     | Larisza Pelesenko · Oroszország (RUS)                   | Astrid Kumbernuss · Németország (GER)         |
| 2004, Athén                    | Yumileidi Cumbá · Kuba (CUB)                   | Nadine Kleinert · Németország (GER)                     | Szvetlana Kriveljova · Oroszország (RUS)      |
| 2008, Peking részletek         | Valerie Vili · Új-Zéland (NZL)                 | Natallja Mihnyevics · Fehéroroszország (BLR)            | Nadzeja Asztapcsuk · Fehéroroszország (BLR)   |
| 2012, London részletek         | Valerie Adams · Új-Zéland (NZL)                | Kung Li-csiao (Gong Lijiao) · Kína (CHN)                | Li Ling · Kína (CHN)                          |
| 2016, Rio de Janeiro részletek | Michelle Carter · Egyesült Államok (USA)       | Valerie Adams · Új-Zéland (NZL)                         | Márton Anita · Magyarország (HUN)             |
| 2020, Tokió részletek          | Kung Li-csiao (Gong Lijiao) · Kína (CHN)       | Raven Saunders · Egyesült Államok (USA)                 | Valerie Adams · Új-Zéland (NZL)               |

#### Diszkoszvetés
| Olimpia                        | Arany                                            | Ezüst                                      | Bronz                                        |
| 1928, Amszterdam               | Halina Konopacka · Lengyelország (POL)           | Lillian Copeland · Egyesült Államok (USA)  | Ruth Svedberg · Svédország (SWE)             |
| 1932, Los Angeles              | Lillian Copeland · Egyesült Államok (USA)        | Ruth Osborn · Egyesült Államok (USA)       | Jadwiga Wajs · Lengyelország (POL)           |
| 1936, Berlin                   | Gisela Mauermayer · Németország (GER)            | Jadwiga Wajs · Lengyelország (POL)         | Paula Mollenhauer · Németország (GER)        |
| 1948, London                   | Micheline Ostermeyer · Franciaország (FRA)       | Edera Cordiale · Olaszország (ITA)         | Jacqueline Mazéas · Franciaország (FRA)      |
| 1952, Helsinki                 | Nyina Ponomarjova · Szovjetunió (URS)            | Jelizaveta Bagrjanceva · Szovjetunió (URS) | Nyina Dumbadze · Szovjetunió (URS)           |
| 1956, Melbourne                | Olga Fikotová · Csehszlovákia (TCH)              | Irina Begljakova · Szovjetunió (URS)       | Nyina Ponomarjova · Szovjetunió (URS)        |
| 1960, Róma                     | Nyina Ponomarjova · Szovjetunió (URS)            | Tamara Pressz · Szovjetunió (URS)          | Lia Manoliu · Románia (ROU)                  |
| 1964, Tokió                    | Tamara Pressz · Szovjetunió (URS)                | Ingrid Lotz · Egyesült Német Csapat (EUA)  | Lia Manoliu · Románia (ROU)                  |
| 1968, Mexikóváros              | Lia Manoliu · Románia (ROU)                      | Liesel Westermann · NSZK (FRG)             | Kontsek Jolán · Magyarország (HUN)           |
| 1972, München                  | Faina Melnyik · Szovjetunió (URS)                | Argentina Menis · Románia (ROU)            | Vaszilka Sztoeva · Bulgária (BUL)            |
| 1976, Montréal                 | Evelin Schlaak-Jahl · NDK (GDR)                  | Marija Vergova · Bulgária (BUL)            | Gabriele Hinzmann · NDK (GDR)                |
| 1980, Moszkva                  | Evelin Schlaak-Jahl · NDK (GDR)                  | Marija Petkova · Bulgária (BUL)            | Tatyjana Leszovaja · Szovjetunió (URS)       |
| 1984, Los Angeles              | Ria Stalman · Hollandia (NED)                    | Leslie Deniz · Egyesült Államok (USA)      | Florenţa Ţacu-Crăciunescu · Románia (ROU)    |
| 1988, Szöul                    | Martina Hellmann · NDK (GDR)                     | Diana Gansky · NDK (GDR)                   | Cvetanka Hrisztova · Bulgária (BUL)          |
| 1992, Barcelona                | Maritza Martén · Kuba (CUB)                      | Cvetanka Hrisztova · Bulgária (BUL)        | Daniela Costian · Ausztrália (AUS)           |
| 1996, Atlanta                  | Ilke Wyludda · Németország (GER)                 | Natalja Szadova · Oroszország (RUS)        | Elina Zverava · Fehéroroszország (BLR)       |
| 2000, Sydney                   | Elina Zverava · Fehéroroszország (BLR)           | Anasztaszía Keleszídu · Görögország (GRE)  | Irina Jatcsanka · Fehéroroszország (BLR)     |
| 2004, Athén                    | Natalja Szadova · Oroszország (RUS)              | Anasztaszía Keleszídu · Görögország (GRE)  | Věra Pospíšilová-Cechlová · Csehország (CZE) |
| 2008, Peking részletek         | Stephanie Brown-Trafton · Egyesült Államok (USA) | Olena Antonova · Ukrajna (UKR)             | Szung Aj-min (Song Aimin) · Kína (CHN)       |
| 2012, London részletek         | Sandra Perković · Horvátország (CRO)             | Li Jen-feng (Li Yanfeng) · Kína (CHN)      | Yarelis Barrios · Kuba (CUB)                 |
| 2016, Rio de Janeiro részletek | Sandra Perković · Horvátország (CRO)             | Mélina Robert-Michon · Franciaország (FRA) | Yarelis Barrios · Kuba (CUB)                 |
| 2020, Tokió részletek          | Valarie Allman · Egyesült Államok (USA)          | Kristin Pudenz · Németország (GER)         | Yaime Pérez · Kuba (CUB)                     |

#### Kalapácsvetés
| Olimpia                        | Arany                                      | Ezüst                              | Bronz                                 |
| 2000, Sydney                   | Kamila Skolimowska · Lengyelország (POL)   | Olga Kuzenkova · Oroszország (RUS) | Kirsten Münchow · Németország (GER)   |
| 2004, Athén                    | Olga Kuzenkova · Oroszország (RUS)         | Yipsi Moreno · Kuba (CUB)          | Yunaika Crawford · Kuba (CUB)         |
| 2008, Peking részletek         | Akszana Mjanykova · Fehéroroszország (BLR) | Yipsi Moreno · Kuba (CUB)          | Csang Ven-hsziu · Kína (CHN)          |
| 2012, London részletek         | Anita Włodarczyk · Lengyelország (POL)     | Betty Heidler · Németország (GER)  | Csang Ven-hsziu · Kína (CHN)          |
| 2016, Rio de Janeiro részletek | Anita Włodarczyk · Lengyelország (POL)     | Csang Ven-hsziu · Kína (CHN)       | Sophie Hitchon · Nagy-Britannia (GBR) |
| 2020, Tokió részletek          | Anita Włodarczyk · Lengyelország (POL)     | Vang Cseng · Kína (CHN)            | Malwina Kopron · Lengyelország (POL)  |

#### Gerelyhajítás
| Olimpia                        | Arany                                   | Ezüst                                           | Bronz                                   |
| 1932, Los Angeles              | Babe Didrikson · Egyesült Államok (USA) | Ellen Braumüller · Németország (GER)            | Tilly Fleischer · Németország (GER)     |
| 1936, Berlin                   | Tilly Fleischer · Németország (GER)     | Luise Krüger · Németország (GER)                | Maria Kwaśniewska · Lengyelország (POL) |
| 1948, London                   | Herma Bauma · Ausztria (AUT)            | Kaisa Parviainen · Finnország (FIN)             | Lily Carlstedt · Dánia (DEN)            |
| 1952, Helsinki                 | Dana Zátopková · Csehszlovákia (TCH)    | Alekszandra Csugyina · Szovjetunió (URS)        | Jelena Gorcsakova · Szovjetunió (URS)   |
| 1956, Melbourne                | Inese Jaunzeme · Szovjetunió (URS)      | Marlene Ahrens · Chile (CHI)                    | Nagyezsda Konyajeva · Szovjetunió (URS) |
| 1960, Róma                     | Elvīra Ozoliņa · Szovjetunió (URS)      | Dana Zátopková · Csehszlovákia (TCH)            | Birutė Kalėdienė · Szovjetunió (URS)    |
| 1964, Tokió                    | Mihaela Peneș · Románia (ROU)           | Antal Márta · Magyarország (HUN)                | Jelena Gorcsakova · Szovjetunió (URS)   |
| 1968, Mexikóváros              | Németh Angéla · Magyarország (HUN)      | Mihaela Peneș · Románia (ROU)                   | Eva Janko · Ausztria (AUT)              |
| 1972, München                  | Ruth Fuchs · NDK (GDR)                  | Jacqueline Todten · NDK (GDR)                   | Kate Schmidt · Egyesült Államok (USA)   |
| 1976, Montréal                 | Ruth Fuchs · NDK (GDR)                  | Marion Becker · NSZK (FRG)                      | Kate Schmidt · Egyesült Államok (USA)   |
| 1980, Moszkva                  | Maria Colón · Kuba (CUB)                | Szaida Gunba · Szovjetunió (URS)                | Ute Hommola · NDK (GDR)                 |
| 1984, Los Angeles              | Tessa Sanderson · Nagy-Britannia (GBR)  | Tiina Lillak · Finnország (FIN)                 | Fatima Whitbread · Nagy-Britannia (GBR) |
| 1988, Szöul                    | Petra Felke · NDK (GDR)                 | Fatima Whitbread · Nagy-Britannia (GBR)         | Beate Koch · NDK (GDR)                  |
| 1992, Barcelona                | Silke Renk · Németország (GER)          | Natallja Sikalenka · Egyesített Csapat (EUN)    | Karen Forkel · Németország (GER)        |
| 1996, Atlanta                  | Heli Rantanen · Finnország (FIN)        | Louise McPaul · Ausztrália (AUS)                | Trine Hattestad · Norvégia (NOR)        |
| 2000, Sydney                   | Trine Hattestad · Norvégia (NOR)        | Mirela Manjani-Celili · Görögország (GRE)       | Osleidys Menéndez · Kuba (CUB)          |
| 2004, Athén                    | Osleidys Menéndez · Kuba (CUB)          | Steffi Nerius · Németország (GER)               | Mirela Manjani · Görögország (GRE)      |
| 2008, Peking részletek         | Barbora Špotáková · Csehország (CZE)    | Marija Abakumova · Oroszország (RUS)            | Christina Obergföll · Németország (GER) |
| 2012, London részletek         | Barbora Špotáková · Csehország (CZE)    | Christina Obergföll · Németország (GER)         | Linda Stahl · Németország (GER)         |
| 2016, Rio de Janeiro részletek | Sara Kolak · Horvátország (CRO)         | Sunette Viljoen · Dél-afrikai Köztársaság (RSA) | Barbora Špotáková · Csehország (CZE)    |
| 2020, Tokió részletek          | Liu Si-jing · Kína (CHN)                | Maria Andrejczyk · Lengyelország (POL)          | Kelsey-Lee Barber · Ausztrália (AUS)    |

### Kombinált szám

#### Hétpróba
| Olimpia                        | Arany                                         | Ezüst                                         | Bronz                                         |
| 1984, Los Angeles              | Glynis Nunn · Ausztrália (AUS)                | Jackie Joyner-Kersee · Egyesült Államok (USA) | Sabine Everts · NSZK (FRG)                    |
| 1988, Szöoul                   | Jackie Joyner-Kersee · Egyesült Államok (USA) | Sabine John · NDK (GDR)                       | Anke Behmer · NDK (GDR)                       |
| 1992, Barcelona                | Jackie Joyner-Kersee · Egyesült Államok (USA) | Irina Belova · Egyesített Csapat (EUN)        | Sabine Braun · Németország (GER)              |
| 1996, Atlanta                  | Gáda Suá · Szíria (SYR)                       | Natallja Szazanovics · Fehéroroszország (BLR) | Denise Lewis · Nagy-Britannia (GBR)           |
| 2000, Sydney                   | Denise Lewis · Nagy-Britannia (GBR)           | Jelena Prohorova · Oroszország (RUS)          | Natallja Szazanovics · Fehéroroszország (BLR) |
| 2004, Athén                    | Carolina Klüft · Svédország (SWE)             | Austra Skujitė · Litvánia (LTU)               | Kelly Sotherton · Nagy-Britannia (GBR)        |
| 2008, Peking részletek         | Natalija Dobrinszka · Ukrajna (UKR)           | Hyleas Fountain · Egyesült Államok (USA)      | Tatyjana Csernova · Oroszország (RUS)         |
| 2012, London részletek         | Jessica Ennis · Nagy-Britannia (GBR)          | Lilli Schwarzkopf · Németország (GER)         | Austra Skujytė · Litvánia (LTU)               |
| 2016, Rio de Janeiro részletek | Nafissatou Thiam · Belgium (BEL)              | Jessica Ennis-Hill · Nagy-Britannia (GBR)     | Brianne Theisen-Eaton · Kanada (CAN)          |
| 2020, Tokió részletek          | Nafissatou Thiam · Belgium (BEL)              | Anouk Vetter · Hollandia (NED)                | Emma Oosterwegel · Hollandia (NED)            |

## Megszűnt versenyszámok

### 3000 méter
| Olimpia           | Arany                                     | Ezüst                                        | Bronz                                |
| 1984, Los Angeles | Maricica Puică · Románia (ROU)            | Wendy Smith-Sly · Nagy-Britannia (GBR)       | Lynn Williams · Kanada (CAN)         |
| 1988, Szöul       | Tetyana Szamolenko · Szovjetunió (URS)    | Paula Ivan · Románia (ROU)                   | Yvonne Murray · Nagy-Britannia (GBR) |
| 1992, Barcelona   | Jelena Romanova · Egyesített Csapat (EUN) | Tetyana Dorovszkih · Egyesített Csapat (EUN) | Angela Chalmers · Kanada (CAN)       |

### 80 m gát
| Olimpia           | Arany                                      | Ezüst                                       | Bronz                                                  |
| 1932, Los Angeles | Babe Didrikson · Egyesült Államok (USA)    | Evelyne Hall · Egyesült Államok (USA)       | Marjorie Clark · Dél-afrikai Unió (RSA)                |
| 1936, Berlin      | Trebisonda Valla · Olaszország (ITA)       | Anni Steuer · Németország (GER)             | Elizabeth Taylor · Kanada (CAN)                        |
| 1948, London      | Fanny Blankers-Koen · Hollandia (NED)      | Maureen Gardner · Nagy-Britannia (GBR)      | Shirley Strickland · Ausztrália (AUS)                  |
| 1952, Helsinki    | Shirley Strickland · Ausztrália (AUS)      | Marija Golubnyicsaja · Szovjetunió (URS)    | Maria Sander · Németország (GER)                       |
| 1956, Melbourne   | Shirley Strickland · Ausztrália (AUS)      | Gisela Köhler · Egyesült Német Csapat (EUA) | Norma Thrower · Ausztrália (AUS)                       |
| 1960, Róma        | Irina Pressz · Szovjetunió (URS)           | Carole Quinton · Nagy-Britannia (GBR)       | Gisela Birkemeyer-Köhler · Egyesült Német Csapat (EUA) |
| 1964, Tokió       | Karin Balzer · Egyesült Német Csapat (EUA) | Teresa Ciepły · Lengyelország (POL)         | Pamela Kilborn-Ryan · Ausztrália (AUS)                 |
| 1968, Mexikóváros | Maureen Caird · Ausztrália (AUS)           | Pamela Kilborn-Ryan · Ausztrália (AUS)      | Csi Cseng (Ji Zheng) · Tajvan (ROC)                    |

### Ötpróba
| Olimpia           | Arany                                 | Ezüst                                   | Bronz                                 |
| 1964, Tokió       | Irina Pressz · Szovjetunió (URS)      | Mary Rand · Nagy-Britannia (GBR)        | Galina Bisztrova · Szovjetunió (URS)  |
| 1968, Mexikóváros | Ingrid Mickler-Becker · NSZK (FRG)    | Liese Sykora-Prokop · Ausztria (AUT)    | Kovács Annamária · Magyarország (HUN) |
| 1972, München     | Mary Peters · Nagy-Britannia (GBR)    | Heide Rosendahl · NSZK (FRG)            | Burglinde Pollak · NDK (GDR)          |
| 1976, Montréal    | Siegrun Siegl · NDK (GDR)             | Christine Bodner-Laser · NDK (GDR)      | Burglinde Pollak · NDK (GDR)          |
| 1980, Moszkva     | Nagyija Tkacsenko · Szovjetunió (URS) | Olga Rukavisnyikova · Szovjetunió (URS) | Olga Kuragina · Szovjetunió (URS)     |

### 10 km gyaloglás
| Olimpia         | Arany                                     | Ezüst                                        | Bronz                                   |
| 1992, Barcelona | Csen Jüe-ling (Chen Yueling) · Kína (CHN) | Jelena Nyikolajeva · Egyesített Csapat (EUN) | Li Csun-hsziu (Li Chunxiu) · Kína (CHN) |
| 1996, Atlanta   | Jelena Nyikolajeva · Oroszország (RUS)    | Elisabetta Perrone · Olaszország (ITA)       | Vang Jen (Wang Yan) · Kína (CHN)        |